# Bûcheronnage sportif
Cet article possède un paronyme, voir Bûcheronnage.
Le terme bûcheronnage sportif désigne un ensemble de sports de force dans lequel les individus pratiquent une ou plusieurs techniques de bûcheronnage dans un cadre de compétition sportive.
La dénomination de bûcheronnage sportif peut recouvrir une diversité de pratiques tout autour du monde avec une plus large présence toutefois en Amérique du Nord et en Océanie où ce sport est devenu très populaire à la fin du XXe siècle, jusqu'à faire partie de l'offre de plusieurs universités américaines et canadiennes. L'autre pôle se trouve dans les régions montagneuses ou forestières de l'Europe, notamment en Allemagne, dans les pays nordiques, dans les Alpes ou au Pays basque où ce sport est appelé : trontza. Les épreuves peuvent être variables selon les traditions et les règles imposées par les différentes organisations.

## Description
Il s'agit en général de combiner à la fois la vitesse d'exécution et la précision avec laquelle les gestes sont réalisés et les contraintes respectées. Les épreuves de vitesse mettent aux prises plusieurs concurrents dont l'objectif est de débiter un morceau de bois en rondin le plus rapidement possible avec un outil donné et selon une technique imposée : de la simple hache à la tronçonneuse la plus sophistiquée.

## Disciplines et variantes

### Stihl Timbersports
La marque de matériel de bûcheronnage Stihl développe depuis les années 1980 des compétitions de bûcheronnage sportif d'abord aux États-Unis puis partout dans le monde. Ce type de sponsoring est cité comme un exemple d'entreprise qui parvient à utiliser son action de sponsor pour montrer la performance de ses produits, en l'occurrence les outils de bûcheronnage de Stihl utilisés par les concurrents à chaque compétition.
À la fin des années 2010, les compétitions Stihl Timbersports sont codifiées comme suit par l'organisateur sur son site internet :
- Épreuves à la hache :
  - Springboards : « Cette discipline consiste à placer deux tremplins (springboards) dans un tronc ancré verticalement. Le but est d'abattre une bille de bois (diamètre de 27 cm) placée au sommet. [...] Après le coup d'envoi, le sportif pratique une première entaille ("pocket") d'environ 10 cm de profondeur dans le tronc à hauteur d'épaule. Il y place la pointe de son premier tremplin. Il grimpe alors sur le premier tremplin et pratique de là une seconde entaille dans le tronc. Il y place la pointe du second tremplin à une hauteur d'environ 2 mètres et y grimpe. Il peut alors commencer à trancher la bille de bois fixée sur le sommet du tronc. Ici aussi, la bille de bois doit être tranchée par les deux flancs, sous peine de disqualification. »
  - Standing Block Chop : « Cette discipline simule l'abattage d'un arbre à la hache. Un tronc de bois (diamètre de 30 cm) placé à la verticale doit être tranché latéralement le plus vite possible. »
  - Underhand Chop : « L'épreuve consiste à fendre un arbre déjà abattu. Debout sur un tronc de 32 cm d'épaisseur ancré horizontalement, les sportifs s'efforcent de le trancher le plus rapidement possible par des coups de hache. L'objectif est de trancher le tronc par les deux flancs. Si le tronc n'est pas tranché sur les deux flancs, le sportif risque la disqualification. »
- Épreuves de sciage
  - Single Buck : « Un disque de bois (diamètre de 46 cm) est scié sur un tronc posé horizontalement à l'aide d'une scie à main de 2 mètres de long. Dans cette discipline, le rythme et le dynamisme du sportif sont déterminants. Afin que la scie glisse plus facilement, un mélange d'huile peut y être vaporisé. En outre, le participant peut se faire assister d'une autre personne qui introduit un coin entre le disque et la bille. »
  - Stihl Stock Saw :« Dans cette discipline, tous les sportifs utilisent la tronçonneuse MS 661 C-M de STIHL, en vente dans le commerce. Après un premier échauffement, la tronçonneuse est déposée à terre, puis saisie et appliquée le plus rapidement possible sur le tronc (diamètre de 40 cm) après le coup d'envoi. Deux tranches en forme de disque (appelées "cookies") sont sciées par un mouvement descendant et un mouvement montant sur un tronc posé horizontalement. Les deux disques doivent être tronçonnés complètement et en un seul morceau dans une zone marquée de 10 cm. Si les disques ne sont pas sciés entièrement ou que la ligne de marquage n'a pas été respectée, le sportif est disqualifié. »
  - Hot Saw : « Avec des tronçonneuses super-puissantes préparées, le but est de scier trois disques complets dans une zone de 15 cm, sur une bille horizontale de 46 cm de diamètre. »

### Coupe de bois sportive (FNSMR)
En France, la Fédération nationale du sport en milieu rural (FNSMR) organise le Championnat de France de « coupe de bois sportive » qui concerne uniquement la tronçonneuse, déclinées en cinq épreuves, :
- le changement de chaîne
- la coupe de précision
- la coupe combinée : couper deux rondelles sur deux billons inclinés à 7°, en effectuant alternativement le mouvement de bas en haut, puis de haut en bas
- l'ébranchage: couper le plus vite possible 30 branches disposées sur une perche
- l'abattage[5].

Le championnat de France est qualificatif pour les compétitions internationales organisées sous l'égide de l'IALC (International Association Logging Championships).
La France a terminé 4ème des derniers championnats du Monde en Norvège en septembre 2018.

### Sport traditionnel

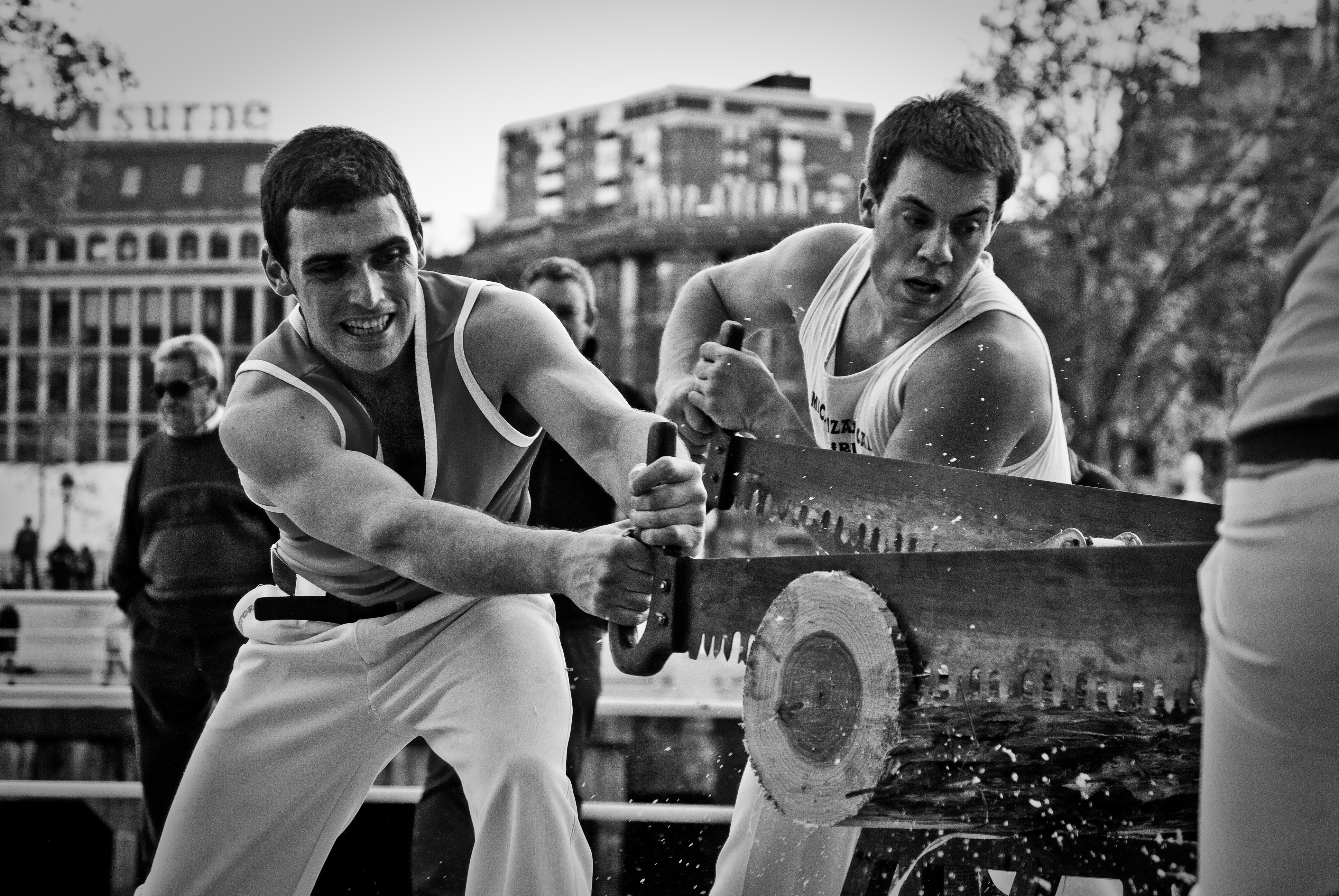
Deux hommes pratiquant la trontza au Pays basque.

- Pays basque : trontza

### Logrolling
Le logrolling ou key log rolling est une discipline apparentée au bûcheronnage sportif héritée des techniques utilisées par les draveurs qui consiste à se maintenir en équilibre debout le plus longtemps possible sur un rondin de bois flottant sur l'eau,.

## Compétitions et organisations
La compétition la plus importante de bûcheronnage sportif a lieu sous l'égide de la marque Stihl sous le nom Timbersports.
Les Stihl Timbersports Series sont organisées aux États-Unis depuis 1985 et en Europe depuis 2001. Les championnats du monde Stihl Timbersports ont lieu depuis 2005. À la fin des années 2010, il existe deux autres organisations d'envergure mondiale organisant chacune leur championnat du monde : Lumberjack World Championships Foundation et International Association Logging Championships.
En France, la Fédération nationale du sport en milieu rural organise des épreuves de « coupe de bois sportive » dont un Championnat de France et une Coupe de France. L'économiste du sport Jean-François Nys cite les actions menées par la FNSMR comme un exemple de la capacité de certaines fédérations sportives françaises, associatives et affinitaires, d'ampleur modeste, à intégrer des pratiques nouvelles.

## Médiatisation
Le bûcheronnage sportif, et les disciplines qui lui sont associées telles le logrolling, attire structurellement l'attention des médias par son aspect insolite propice à pallier le besoin de diversité des chaînes ou des émissions de sport.
En France c'est la chaîne L'Équipe qui diffuse les épreuves des Timbersports Stihl Series depuis les années 2010.

### Ouvrages
- Scott McNeely, Ultimate Book of Sports: The Essential Collection of Rules, Stats, and Trivia for Over 250 Sports, San Francisco, Chronicle Books, 2012, p. 264-265.